# وريدة شواقي
وريدة شواقي (1953 أو 1954 - 12 أغسطس 2015) كانت ناشطة جزائرية في مجال حقوق المرأة. مؤسسة جمعية تطالب بإصلاح قانون الأسرة الجزائري.

## الحياة
كانت وريدة شواكي شقيقة الناشط التربوي وعضو الحركة الديمقراطية والاجتماعية صلاح شواقي.
كانت وريدة شواكي محاضرةً في الفيزياء بجامعة هواري بومدين للعلوم والتكنولوجيا في باب الزوار. كانت من أشد المؤيدين لحقوق المرأة، وكانت رئيسة منظمة فاطمة نسومر. سُميت المنظمة على اسم لالا فاطمة نسومر، الناشطة النسوية الجزائرية في القرن التاسع عشر.
قامت وريدة شواكي بتنسيق حملة 20 سنة 2003، بركات! لإصلاح قانون الأسرة الجزائري. سعت الحملة لضمان توفير نفقات الطفل بعد الطلاق، وحظر تعدد الزوجات، وتوفير حقوق متساوية لكل طرف بشأن حضانة أطفالهم. نظمت وريدة شواكي محاضرات عامة ومؤتمرات واستخدمت الإنترنت للترويج لقضيتها.
توفيت وريدة شواكي في مستشفى بني مسوس بالجزائر، في 14 أغسطس 2015، عن عمر يناهز 61 عاما بعد معاناتها من مرض سريع الانتشار. في اليوم السابق لوفاتها، كانت تستعد لمسيرة نسائية، كانت ستقام في مرسيليا، فرنسا.